# Tikal
Tikal (/tiˈkäl/) (Tik'al trong chính tả Maya hiện đại) là tàn tích của một thành phố cổ tìm được trong một khu rừng mưa ở Guatemala. Ambrosio Tut, một công binh cao su, tường thuật về tàn tích đến La Gaceta, một tờ báo Guatemala, địa điểm này được đặt tên Tikal. Sau khi tạp chí học viện khoa học Berlin tái xuất bản báo cáo năm 1853, giới khảo cổ và thợ săn kho báu bắt đầu tham quan khu rừng. Ngày hôm nay, khách du lịch đến địa điểm này có thể giúp bảo vệ khu rừng mưa. Đây là một trong những địa điểm khảo cổ và trung tâm đô thị rộng lớn nhất của nền văn minh Maya thời kỳ tiền Columbus. Nó nằm trong khu vực khảo cổ học của lưu vực Petén mà hiện tại ở miền bắc Guatemala. Đặt ở vị trí thuộc tỉnh El Petén, địa điểm này là một phần của công viên quốc gia Tikal ở Guatemala và năm 1979 được UNESCO công bố trở thành di sản thế giới.
Tikal là một trong những thành bang hùng mạnh nhất thời Maya cổ đại. Mặc dù tượng đài kiến trúc tại khu vực có niên đại vào thế kỷ thứ IV TCN, Tikal mới đạt cực thịnh ở giai đoạn cổ điển, khoảng từ năm 200 đến năm 900. Trong thời gian này, thành bang thống trị phần lớn khu vực Maya về mặt chính trị, kinh tế và quân sự, nhờ có liên hệ mật thiết với thành bang không phải người Maya tại Trung Mexico là Teotihuacan. Có bằng chứng cho thấy Tikal bị chinh phục bởi thành Teotihuacan vào thế kỷ 4. Sau khi kết thúc của thời kỳ hậu cổ điển, không có đền đài lớn được xây dựng tại Tikal và có bằng chứng cho thấy cung điện bị thiêu rụi. Những sự kiện này kéo theo đó là một sự suy giảm dân số dần dần, cuối cùng khiến dân cư di cử khỏi khu vực này vào cuối thế kỷ thứ 10.